# ウォールナットクリーク (カリフォルニア州)
ウォールナットクリーク（Walnut Creek）は、アメリカ合衆国カリフォルニア州のコントラコスタ郡にある都市。人口は7万0127人（2020年）。オークランドの東20㎞に位置している。

## 地理
ウォールナットクリークは、ディアブロ山西側の大きな谷（The Ygnacio Valley）に位置している。座標は、北緯37度54分36秒 西経122度2分51秒 / 北緯37.91000度 西経122.04750度 (37.909956, -122.047373)。
アメリカ合衆国統計局によると、ウォールナットクリークは総面積51.6 km² (19.9 mi²) である。このうち51.6 km² (19.9 mi²) が陸地で、0.05%が水域である。

## 人口動勢
2000年の国勢調査で、ウォールナットクリークは人口64,296人、30,301世帯、及び16,544家族が暮らしている。人口密度は1,246.9/km2 (3,229.6/mi2) である。609.4/km2 (1,578.5/mi2) の平均的な密度に31,425軒の住宅が建っている。この都市の人種的な構成は白人83.89%、アフリカン・アメリカン1.07%、先住民0.33%、アジア9.36%、太平洋諸島系0.15%、その他の人種1.96%、及び混血3.25%である。ヒスパニックまたはラテン系は人口の5.99%である。
この都市内の住民は17.6%が18歳未満の未成年、18歳以上24歳以下が5.2%、25歳以上44歳以下が27.1%、45歳以上64歳以下が24.8%、及び65歳以上が25.3%にわたっている。中央値年齢は45歳である。女性100人ごとに対して男性は85.8人である。18歳以上の女性100人ごとに対して男性は81.5人である。
この都市の世帯ごとの平均的な収入は63,238米ドルであり、家族ごとの平均的な収入は83,794米ドルである。男性は66,482米ドルに対して女性は45,220米ドルの平均的な収入がある。この都市の一人当たりの収入 (per capita income) は39,875米ドルである。18歳未満の3.1%及び65歳以上の3.6%を含む、家族の約1.7%及び人口の3.7%は貧困線以下である。

## 市名
日本語での表記はよく規格化されていないが、通称はウォールナットクリークあるいはウォルナットクリークであり、ウォールナッツクリーク、ウォルナッツクリーク、ウォーナッツクリークなどと表記されることもある。

## 姉妹都市
ウォールナットクリーク は Sister Cities International によって指定された、2つの姉妹都市を有している：
- ノチェート（イタリア共和国）
- シオーフォク（ハンガリー共和国）